# Saint-Clair-sur-Galaure
Saint-Clair-sur-Galaure este o comună în departamentul Isère din sud-estul Franței. În 2009 avea o populație de 266 de locuitori.

## Evoluția populației
| An        | 1975 | 1982 | 1990 | 1999 | 2006 | 2009 |
| --------- | ---- | ---- | ---- | ---- | ---- | ---- |
| Populație | 203  | 228  | 249  | 248  | 255  | 266  |